# Stazione di Levada
Stazione di Levada vasútállomás Olaszországban, Veneto régióban, Levada településen.

## Vasútvonalak
Az állomást az alábbi vasútvonalak érintik:
- Calalzo–Padova-vasútvonal

## Kapcsolódó állomások
A vasútállomáshoz az alábbi állomások vannak a legközelebb: 
- Stazione di Cornuda
- Stazione di Pederobba-Cavaso-Possagno